# 八一桥
八一大桥旧桥，原名中正桥，是江西省南昌市的一座桥梁，拆除前连接赣江东岸东湖区阳明路和西岸昌北庐山南大道，建于1936年，并在1949年重建并更名为八一桥；后因旧桥无法满足日益繁忙的交通，有关部门于上游50米处动工兴建新桥，1997年新桥通车次年旧桥被爆破拆除，但新桥东岸引桥下的老桥桥头石柱被保留至今。由于赣江水位下降，旧桥遗留的桥墩开始影响过往船只，2008年最后的4个桥墩被爆破清除

## 参考文献

中正桥全景 1936-1949